# Graf-Eberstein-Schloss

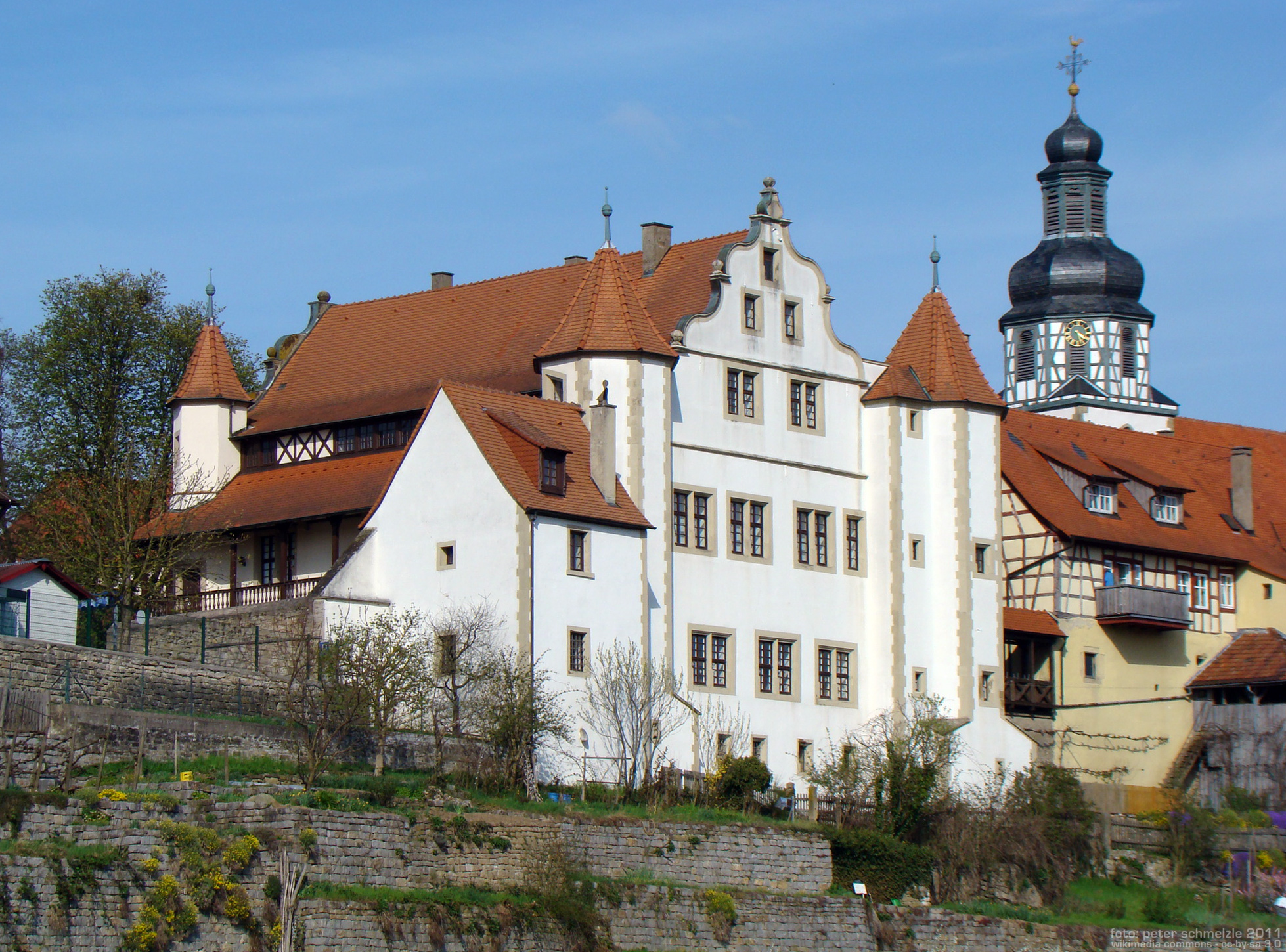
Graf-Eberstein-Schloss in Gochsheim

Das Graf-Eberstein-Schloss im Stadtteil Gochsheim der Stadt Kraichtal im Landkreis Karlsruhe im nordwestlichen Baden-Württemberg geht auf eine mittelalterliche Burg zurück und war einer der Hauptsitze der Grafen von Eberstein. Die nur noch teilweise erhaltene Anlage ist seit dem 19. Jahrhundert im Besitz der Gemeinde und wird heute teilweise als Museum genutzt.

## Geschichte
Das Schloss befindet sich an der Stelle einer früheren Burg auf einer Anhöhe westlich oberhalb des Kraichbachs. Um die mittelalterliche Burg war bereits früh der 1278 erstmals als Oppidum (Stadt) bezeichnete Ort Gochsheim entstanden. Die Burg war unter wechselnden Oberlehensherren im Besitz der Grafen von Eberstein, die das Schloss ab 1520 neu erbauen ließen. Bis 1580 entstand eine Anlage im Stil der Renaissance aus dem kleinen Vorderen Schloss und dem größeren Hinteren Schloss. Im Anschluss an die Schlossanlage (an der Stelle der heutigen Schule) befand sich einst auch die herrschaftliche Kelter.

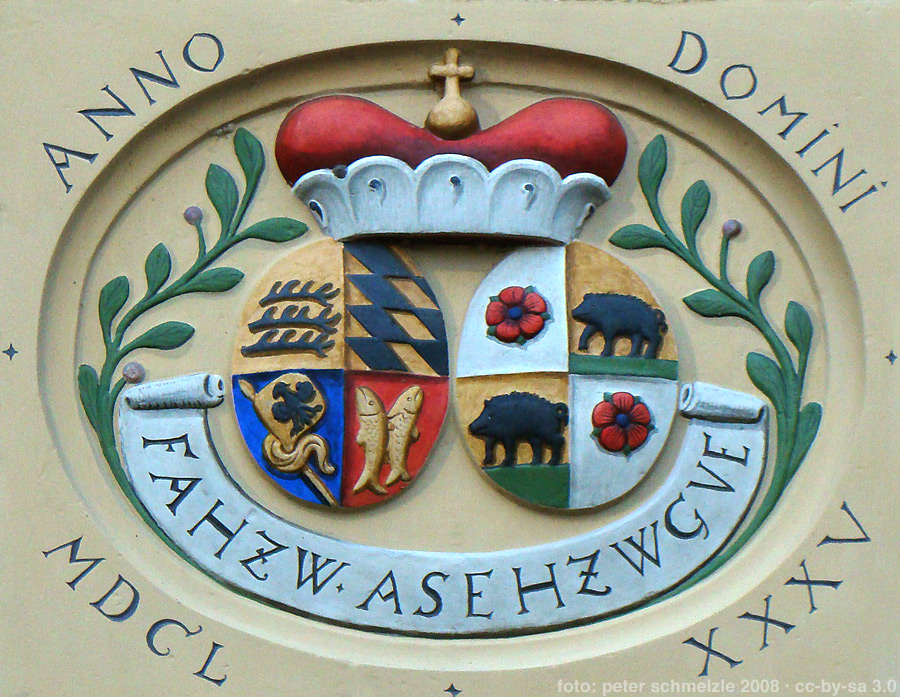
Allianzwappen Württemberg-Neuenstadt/Eberstein am Schloss

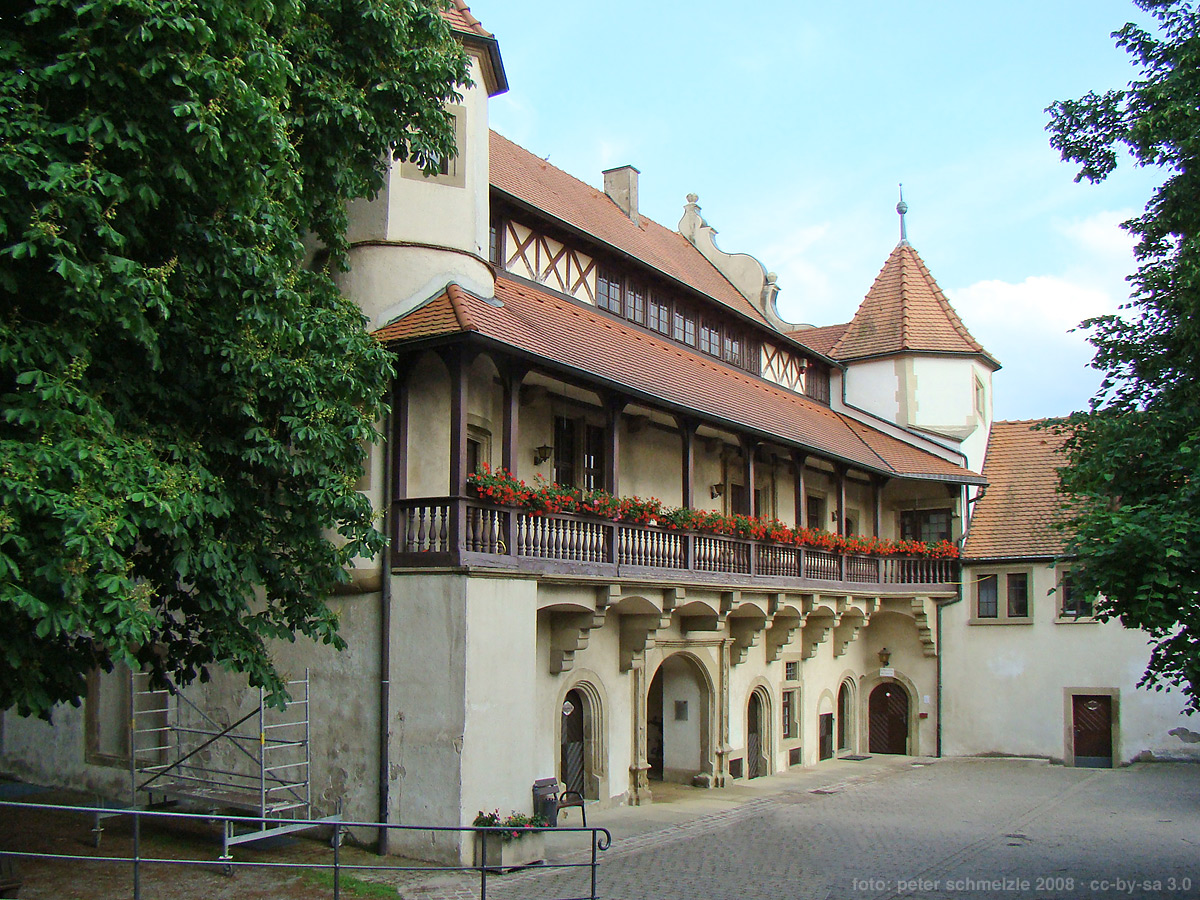
Einstiger Innenhof zum Hinteren Schloss

Nach dem frühen Tode Casimirs von Eberstein 1660, der keine männlichen Nachkommen hinterließ, kam der Ebersteinsche Besitz über seine Tochter Albertina Sophie Ester († 1728), die mit Friedrich-August von Württemberg-Neuenstadt († 1716) verheiratet war, an Württemberg.
Bei der Verwüstung der Stadt 1689 im Pfälzer Erbfolgekrieg durch die Franzosen sowie bei einem Stadtbrand 1739 wurde das Schloss jeweils beschädigt. 1828/29 wurde das größere Hintere Schloss abgebrochen, das verbliebene Vordere Schloss gelangte in den Besitz der Stadt und wurde zeitweise als Schule genutzt und nach dem Bau einer neuen Schule 1905 in seine heutige Gestalt umgebaut.
Zu den erhaltenen originalen Bauteilen des Schlosses aus seiner Entstehungszeit im 16. Jahrhundert gehören der Treppenturm, das Hauptportal sowie eine Stuckdecke im Turmzimmer. Das Gebäude im Schlossvorhof ist ein ehemaliges Wirtschaftsgebäude und beherbergte früher die Pferdeställe und Wagen-Remise, das aufgrund der an der Südseite sichtbaren Buckelquader wohl der einzig erhaltene Rest der mittelalterlichen Burg ist.
Über dem Portal hängt das württembergisch-ebersteinische Allianzwappen mit den Initialen des Herzogspaares: Friedrich August Herzog von Württemberg und Albertina Sophia Ester Herzogin von Württemberg Gräfin von Eberstein.

## Heutige Nutzung
Im Graf-Eberstein-Schloss sind heute das Museum der Stadt Kraichtal und die Kraichgau-Bibliothek Gochsheim untergebracht. Das Museum präsentiert rund 100 Werke des 1979 verstorbenen Karlsruher Künstlers Karl Hubbuch. Das Obergeschoss beherbergt eine Bügeleisenausstellung des Sammlers Heinrich Sommer mit 1300 Exponaten. Hier befindet sich auch die Krieger-Stiftung mit Werken des Theologen, Volkskundlers und Malers Carl Krieger sowie zahlreichen Rohrfederzeichnungen der Künstlerin Margarethe Krieger. Abgerundet wird das Museum durch Küfer- und Schmiedewerkstätten.